# SOS 메 에스토이 에나모란도
《SOS 메 에스토이 에나모란도》(스페인어: S.O.S me estoy enamorando)은 2021년 방영된 멕시코의 텔레노벨라이다.